# Битка код тврђаве Мураки
Битка код тврђаве Мураки (24. јануара 1554) била је једна од првих победа младог Оде Нобунаге у борби за уједињење провинције Овари над моћним кланом Имагава, чија је војска упала у источне делове Оварија.

## Позадина
У време када је седамнаестогодишњи Ода Нобунага 1552. наследио породичне поседе у југозападном делу провинције Овари (око замка Нагоја), јужни делови провинције били су под влашћу његових рођака, Ода из замка Кијосу, а источни делови Оварија били су под влашћу моћне породице Имагава, која је у то време владала суседним провинцијама Микава, Тотоми и Суруга, и њихових вазала, породице Матсудаира (касније Токугава) из Микаве.
У пролеће 1552. почео је грађански рат у јужном Оварију између Ода Нобунаге и намесника Ода Нобутомо-а из Кијосуа, који је тињао пуне две године, што су искористили спољашњи непријатељи. Почетком 1554. снаге клана Имагава из Оказакија (у провинцији Микава) кренуле су на запад и подигле тврђаву Мураки у југоисточном Оварију, чиме су опселе једног од Нобунагиних вазала (Мизуно Нобутомо-а, ујака Токугава Ијејасуа) у замку Огава на врху полуострва Чита у заливу Изе, а другог, из клана Ханаи, убедиле да им преда замак Терумото, чиме је Огава одсечена од остатка Нобунагине територије.

## Битка
Ода Нобунага је затражио помоћ од свог таста Саито Досана, господара провинције Мино. Досан му је одмах послао 1.000 самураја. које је Нобунага оставио да чувају Нагоју од напада Ода из Кијосуа, а са читавом својом војском (300 самураја и 500 ашигаруа наоружаних дугим копљима и 500 ашигаруа са луковима и аркебузама, које су у то време биле ново оружје у Јапану, увезене из Европе тек после 1543) се укрцао на бродове у луци Ацута јужно од Нагоје и спустио се 13 миља низ обалу залива Изе и непримећено се искрцао југозападно од замка Огава.
Пошто лично одјахао у замак Огава како би се од Мизуно Нобутома обавестио о ситуацији, Нобунага је без оклевања повео своју војску на север и напао снаге клана Имагава у замку Мураки. Битка код Муракија први пут је показала Нобунагин војнички таленат: не само да је поморски десант на полуострво Чита био одлично организован, већ је и напад на замак Мураки показао ратнички дух и оригиналну нову тактику коју ће Нобунага искористити у свим каснијим биткама. Нобунага је борећи се у првим редовима (што међу јапанским војсковођама тог времена није било уобичајено) инспирисао своје људе да се надмећу у јунаштву, док су његови аркебузири применили технику координираног пуњења аркебуза и пуцања плотунима по групама, чиме су одржавали браниоце на бедемима под непрекидном ватром. Жестина ватре толико је заплашила и десетковала браниоце да се се предали на први позив. Следећег дана Нобунага је на исти начин заузео замак Терумото, спаливши га до темеља и истребивши породицу Ханаи, како би свим другим вазалима показао последице издаје. Затим се повукао у замак Нагоја и отпустио Досанове трупе, које су се вратиле у Мино.

## Последице
Одбивши напад моћног клана Имагава, Нобунага је стекао велики углед у Оварију и добио одрешене руке за коначни обрачун са Одом Нобутомом из Кијосуа. Међутим, иако је зауставио њихово напредовање, Нобунага је још увек био преслаб да сасвим потисне клан Имагава из југоисточног Оварија: они су задржали под својом влашћу читав округ Чита (најисточнији од 4 округа јужног Оварија) и снажна упоришта у замковима Одака и Наруми.